# Holubyho chata
Holubyho chata je horská ubytovna a restaurace, nacházející se na východním svahu Velké Javořiny v Bílých Karpatech. Chata je celoročně veřejnosti přístupná.

## Historie
Výstavbu horské chaty na Velké Javořině inicioval Klub československých turistů v Uherském Brodě a ve Staré Turé a dále ministerstvo obchodu. Základní kámen byl položen 8. července 1923, jako stavitel byl vybrán Josef Jirásek z Uherského Brodu.
Krátce před založením základního kamene zemřel v Pezinku Jozef Ľudovít Holuby, protestantský kazatel, botanik, národopisec a zastánce československé vzájemnosti, působící v bělokarpatské oblasti. Ferdinand Prager, předseda odboru KČST v Uherském Brodě a Holubyho přítel, navrhl na jeho počest po něm pojmenovat budovanou chatu. Tento návrh se nesetkal s námitkami.
Budovaná chata byla poprvé otevřena pro veřejnost 6. července 1924, kolaudace proběhla 2. listopadu 1924. Prvním správcem se stal Alois Zálešák. Nová chata však nesloužila dlouho. V noci na 10. prosince 1926 bez cizího zavinění vzplanul na chatě požár, který ji během sedmi hodin zcela zničil. Celková škoda dosáhla 450 000 Kč.
Klub československých turistů se rozhodl chatu obnovit, stavitelem byl Josef Hanuš z Uherského Brodu. Nová chata byla otevřena 22. července 1930, hospodářem se opět stal Alois Zálešák. Během 30. let následovaly úpravy okolí, výstavba příjezdové cesty, lyžařských vleků, značení turistických tras atd. Do chaty byl také zaveden telefon. Všechny práce však ustaly s rozpadem ČSR v roce 1939.
Po válce byla chata ve správě postupně několika různých státních podniků, vystřídalo se zde několik správců. Po roce 1989 ji odkoupil tehdejší správce Miroslav Masarik. Roku 2006 ji zakoupil Miroslav Martinček, který několik let uzavřenou chatu zprovoznil a v letech 2010–2011 vybudoval u východního průčelí krytou terasu z lomového kamene na základě fotografických podkladů, které objevil v Uherskobrodském státním archivu.
Dne 28. července 2013 u příležitosti 90. výročí založení chaty byla na její fasádě odhalena pamětní deska s bronzovou bustou Jozefa Ludovita Holubyho. Autorem busty je akademický sochař Stanislav Mikuš na základě objednávky od chataře Mira Martinčeka.
V posledních letech byla před vchodem do restaurace v jižním průčelí chaty vybudována dřevěná letní terasa s krytým barem. Ten je během sezóny obsluhován. 

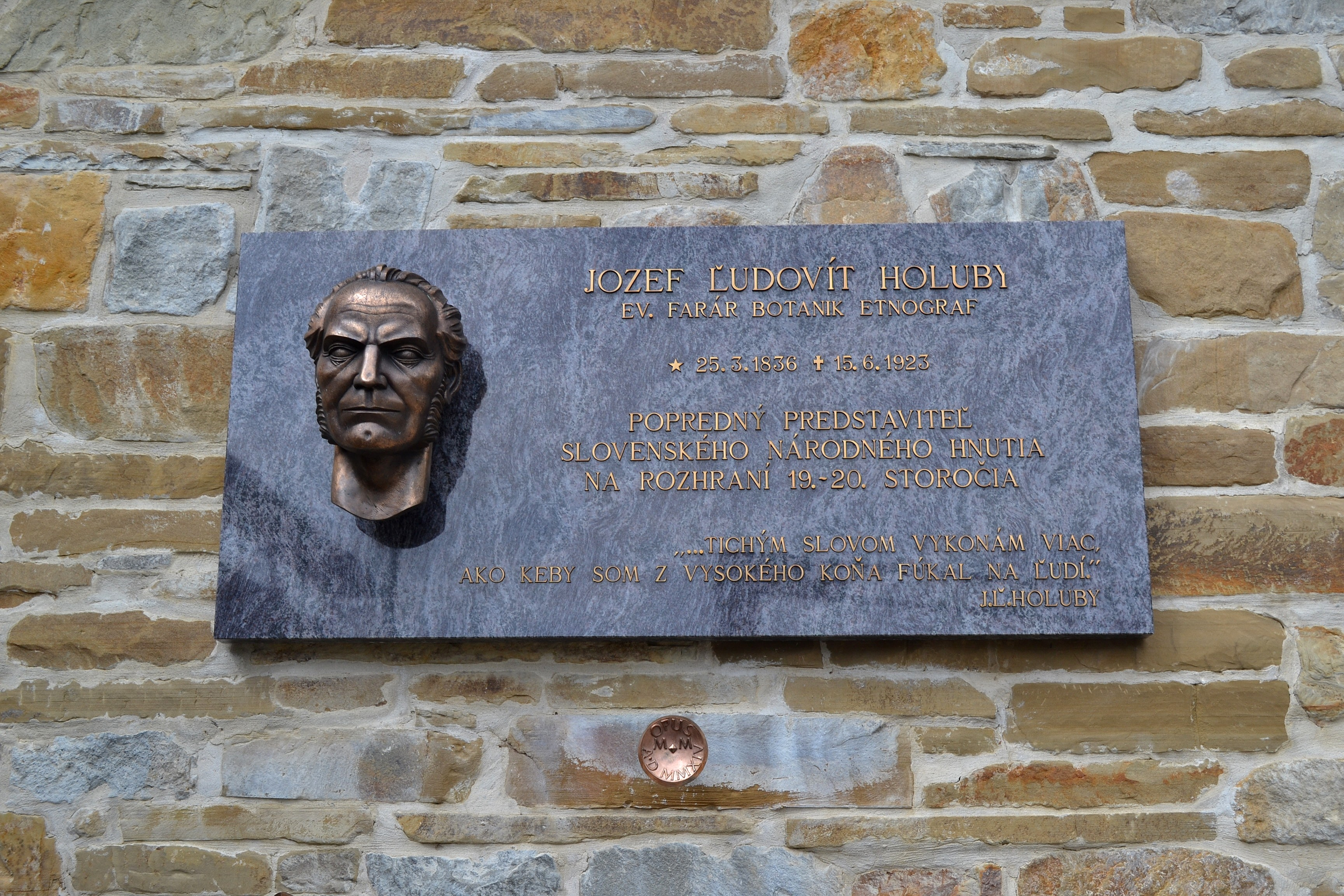
Pamětní deska s bronzovou bustou Jozefa Ludovita Holubyho

## Zázemí chaty
Chata disponuje celkem 27 lůžky ve 2 a 4 lůžkových pokojích. Její součástí je také restaurace s nabídkou studených a teplých jídel. U chaty se nachází lyžařský svah se třemi vleky. Ty však nejsou v provozuschopném stavu.

## Poloha a dostupnost
Ze slovenské strany vede k chatě silnice od Staré Turé. Dále pak několik turistických tras z české i slovenské strany. Prochází zde hřebenová trasa po červené a zelené turistické značce.